# Crooked Island
Crooked Island ist eine Insel und ein Distrikt der Bahamas.
Sie ist eine Insel einer Inselgruppe, die in einer seichten Lagune namens Bight of Acklins liegt, deren größte Insel Crooked Island im Norden und Acklins im Südosten ist.
Die Kleineren sind Long Cay (ehemals: Fortune Island) im Nordwesten und Castle Island im Süden.
Die Inseln wurden von Amerikanischen Loyalisten während der Amerikanischen Revolution in den späten 1780er Jahren besiedelt, die hier Baumwollplantagen mit über 1000 beschäftigten Sklaven errichteten. Nach dem Verbot der Sklaverei im Britischen Imperium wurden die Plantagen unökonomisch, und der Ersatz, das Tauchen nach Schwämmen, ist mittlerweile ebenfalls nicht mehr wirtschaftlich. Die Bewohner leben in der Zwischenzeit vom Fischfang und kleinen Landwirtschaften.
Die Hauptstadt ist Colonel Hill auf Crooked Island. Albert Town, auf Long Cay gelegen und dünn besiedelt, war einmal eine florierende kleine Stadt. Sie lebte ebenfalls vom Schwamm-Handel und Salz-Industrien und war überdies ein Transporthafen für Dockarbeiter, die nach Arbeit auf den vorbeikommenden Schiffen suchten.
Die Bevölkerung betrug bei der Volkszählung 2010 auf Acklins 560, auf Crooked Island 323.
Es wird angenommen, dass das erste Postamt der Bahamas in Pitt’s Town auf Crooked Island eröffnet wurde.